# Veikko Salminen
Veikko Salminen   () és un pentatleta i tirador d'esgrima finlandès, ja retirat, que va competir durant les dècades de 1960 i 1970.
El 1972 va prendre part en els Jocs Olímpics d'Estiu de Múnic, on disputà dues proves del programa de pentatló modern. Junt a Risto Hurme i Martti Ketelä guanyà la medalla de bronze en la competició per equips, mentre en la competició individual fou dissetè. Quatre anys més tard, als Jocs de Montreal, va disputar dues proves del programa d'esgrima. En ambdues, la prova d'espasa per equips i la d'espasa individual quedà en posicions força endarrerides.
En el seu palmarès també destaquen tres campionats nacionals de pentatló modern, el 1971, 1974 i 1978, tres campionats nacionals d'esgrima en la modalitat d'espasa per equips, 1968, 1970 i 1972, i cinc campionats nacionals de natació en els 4x200 metres per relleus, entre el 1963 i el 1967.